# James Ackerman
James Sloss Ackerman (San Francisco, 8 novembre 1919 – 31 dicembre 2016) è stato uno storico d'architettura statunitense.

## Biografia
Studioso delle interazioni tra arte, teoria e scienza, dal 1961 professore all'Università Harvard. Nel 2001 gli è stato assegnato il premio Balzan per la storia dell'architettura.

### Opere
- 1961 – The architecture of Michelangelo (trad. it. 1968)
- 1966 – Palladio
- 1980 – Palladio the architect and his influence in America
- 1990 – The Villa
- 1991 – Distance points: studies in theory and Renaissance art and architecture